# Choniolaimus papillatus
Choniolaimus papillatus är en rundmaskart som beskrevs av E. Ditlevsen 1918. Choniolaimus papillatus ingår i släktet Choniolaimus och familjen Choniolaimidae. Arten är reproducerande i Sverige. Inga underarter finns listade i Catalogue of Life.